# Idaea textaria
Idaea textaria là một loài bướm đêm trong họ Geometridae.